# Delta1 Canis Minoris
Delta¹ Canis Minoris (δ¹ CMi / 7 Canis Minoris / HD 59881) és un estel en la constel·lació del Ca Menor que comparteix la denominació de Bayer Delta amb altres dos estels, Delta² Canis Minoris (δ² CMi) i Delta3 Canis Minoris (δ3 CMi). Cap d'ells està relacionat amb els altres, car són diferents les distàncies que ens separen d'ells. El més proper a nosaltres és Delta², a 136 anys llum, mentre que Delta3 i Delta¹ es troben a uns 676 i 790 anys llum respectivament. Delta¹ Canis Minoris és el més brillant dels tres, amb magnitud aparent +5,24.
Delta¹ Canis Minoris és un gegant blanc-groc de tipus espectral F0III i 7450 K de temperatura que llueix amb una lluminositat 360 vegades major que la lluminositat solar. Aquests valors permeten avaluar el seu diàmetre, 11 vegades més gran que el del Sol, així com la seva massa, unes 3,75 vegades major que la massa solar. Rota amb una velocitat d'almenys 71 km/s, i el seu període de rotació és inferior a 8 dies. Té una elevada metal·licitat, amb una relació ferro-hidrogen un 50 % major que en el Sol. Va començar la seva vida sent un estel blanc-blavós de tipus B6 i actualment es troba en una etapa avançada de la seva evolució estel·lar abans de tornar a expandir-se i augmentar la seva lluentor. Després expulsarà les seves capes exteriors per finalment acabar els seus dies com un tènue nan blanc.